# 개천비행장
개천비행장은 평안남도 개천시 북원동에 위치한 공군 비행장이다. 좌표 39°45′12.50″N 125°54′09.10″E. 활주로 길이 2500m, 폭 약 50m. 방향은 05/23, 콘크리트 포장되어 있다.
남서쪽 언덕의 터널로 이어지는 유도로가 있다. 활주로 동남쪽 옆에 또 평행하게 난 길이 있으며 그 주변에 무개호들이 있다.
서쪽으로 약 14km 떨어진 곳에 녕변원자력연구소가 위치해 있다.